# Мартін Шреттінгер
Мартін Шреттінгер (17 червня 1772 — 12 квітня 1851) — німецький бібліотекар-бенедиктинський монах, який розробив теорію предметного каталогу і матеріальні характеристики книг і представив концепцію бібліотечної науки широкій публіці. Автор першого сучасного підручника з бібліотечної справи та багатьох праць у галузі бібліотечної науки.

## Біографія

### 1772—1803
Народився 17 червня 1772 року, син Маттіаса Шреттінгера, капелюшника за професією, і Урсули Барбари, яка керує Inn в Ноймаркт. Мартін мав схильність до навчання з дитинства, і до 5 років він міг читати. Після закінчення початкової школи він почав вивчати латинську мову на парафії, а восени 1785 року був прийнятий до середньої школи в Бургхаузені, відразу в другий клас, де навчався під керівництвом цистерціанського ченця професора Євгена Паусха.
У 1790 році, у віці 18 років, він почав свій новіціят в бенедиктинському монастирі в Вайсенохе поблизу Графенберга, і в 1793 році він прийняв свої обіти під ім'ям Вілібальд. У 1795 році він був висвячений на священика. Завдяки своїм здібностям і читанню йому було доручено опіку монастирської бібліотеки. Він почав свою роботу, поставивши книжкову колекцію в порядок, але це було перервано секуляризацією монастирів (1802—1803).
У 1802 році Шреттінгер разом з іншими ченцями направив лист до мюнхенської влади на підтримку ліквідації монастиря. У тому ж році він залишив закон. У 1803 році він отримав офіційний дозвіл на виїзд.

### 1803—1844
У 1803 році Мартін Шреттігер почав працювати в Королівській і придворній бібліотеці в Мюнхені  куратором, суббібліотекарем і заступником керівника бібліотеки. Основною його діяльністю був розвиток колекцій. Тим часом у Баварії було відновлено орден бенедиктинців. Проте Шретінгер не повернувся до чернечого життя, а залишився священиком. У 1814 р. став священиком при царському дворі, а з 1839 р. служив каноніком при церкві св. Каєтана. Основним його заняттям залишалася робота в бібліотеці та прагнення перетворити її на корисний заклад.

### 1844—1851
У 1844 році на прохання Шретінгера його звільнили з роботи в Королівській і придворній бібліотеці. Він продовжував каталогізаторську роботу як волонтер, водночас виконуючи свої священичі обов'язки.

## Діяльність бібліотекаря
Перші роботи Мартіна Шретінгера в бібліотеці в Мюнхені полягали в упорядкуванні видань Біблії, а потім у розділі «філософія», для якого Шретінгер запропонував власний макет книги. У 1812 році під час засідання Бібліотечної адміністративної комісії він запропонував відійти від упорядкування книг за галузями знань і, таким чином, від систематичних каталогів. Нарешті, у 1814 році було домовлено розташувати книги по розділах відповідно до пропозиції Шретінгера. Книгозбірня мала бути поділена на 12 основних категорій: енциклопедії, філософія, історія, математика, фізика, антропологія, філологія, естетика, політика, медицина, право, теологія, у межах яких було запропоновано 200 груп. Книгам і описам надано номерні позначки, потім на основі карток з описами створено один алфавітний каталог. Наступним етапом було створення предметного каталогу. До моменту смерті Шреттінгер встиг каталогізувати приблизно ¼ колекції бібліотеки (приблизно 84 000 томів).
Як бібліотекар-практик Шреттінгер також намагався створити теоретичні основи знань про бібліотеку та професію бібліотекаря. Результатом цього стало видання підручника «Спроби завершити підручник знань про бібліотеку або вступ до повної діяльності бібліотекаря», поданого в науковій формі (ч. 1 і 2 у 1808 р., ч. 3 у 1810 р., ч. 4 у 1829). У 1834 році була опублікована наступна важлива праця Шретінгера: Посібник з бібліотечних знань, особливо для використання бібліотекарями, які хочуть самостійно організувати свої приватні колекції; який також може слугувати лейтмотивом для лекцій у галузі бібліотекознавства.
На думку Шреттінгера, організація бібліотеки має бути спрямована на якнайшвидший пошук книги. Він звернув увагу на безпеку колекцій, постулюючи, наприклад, розташування бібліотек у сухих місцях, подалі від місць, які можуть становити небезпеку пожежі чи пилу. Він рекомендував утримувати кімнати бібліотеки в чистоті, витирати пил з книг і захищати колекції від крадіжки, наприклад, закриваючи вікна. Він вважав дуже важливим облік запозичень і перегляд повернених книг. Особливу увагу він звернув на те, щоб вилучені книжки складали на те саме місце на полиці, згідно з «номером місця».
Новаторською була рекомендація створити алфавітний каталог на основі карток з описом окремо для кожного найменування. Основним він вважав предметний каталог, вказуючи на його корисність у швидкому пошуку книги та легкість і швидкість його підготовки.

## Значення для бібліотечної справи
Шретінгера вважають попередником сучасної бібліотечної справи. Серед його головних досягнень — заміна систематичного каталогу на предметний, розміщення книг за розділами та визначення умов, яким повинна відповідати бібліотека, а також принципів роботи бібліотекаря.